# Großkopf-Rindeneule
Die Großkopf-Rindeneule (Acronicta megacephala), früher oft auch als Aueneule bezeichnet, ist ein Schmetterling (Nachtfalter) aus der Familie der Eulenfalter (Noctuidae).

## Merkmale
Die Falter erreichen eine Flügelspannweite von 38 bis 45 Millimetern. Die Vorderflügel variieren in der Grundfarbe von hellgrau über dunkelgrau bis schwarzgrau und sind schwarz überstäubt. Der Wurzelstrich ist schmal, der tornale Strich ist nur weniger dunkler als das Saumfeld. Die innere Querlinie ist hellgrau und doppelt gezeichnet, die äußere Querlinie schwarz, gezackt und einfach gezeichnet. Zwischen der Nierenmakel und der äußeren Querlinie sitzt ein hellgrauer runder Fleck. Es ist kein Mittelschatten entwickelt, auch die Saumlinie ist kaum markiert. Die Ringmakel ist relativ groß, rund oder etwas oval bis elliptisch. Auch die Nierenmakel ist groß und schwarz umrandet, allerdings zum Außenrand hin undeutlich begrenzt. Die Fransen sind grau mit zahlreichen interneuralen Strichen. Völlig verdunkelte Exemplar kommen vor und sind nicht selten. Die Hinterflügel sind in der Grundfarbe weißlich mit dunkler Aderung. Eine Mittellinie ist gelegentlich ausgebildet, aber stets schwach oder zur Punktreihe aufgelöst. Die Saumlinie ist durch eine Punktreihe angedeutet, die Fransen sind weiß. Die Unterseite des Vorderflügel ist dunkelgrau, die Unterseite der Hinterflügel hellgrau. Auf den Unterseiten von beiden Flügeln sind die Mittellinie und der Diskalfleck sichtbar. Kopf und Thorax weisen verschiedene Grautöne auf.
Das Ei ist abgeflacht-kegelförmig. Die Oberfläche weist schwache, leicht gewellte Längsrippen auf. Es ist hellgrün gefärbt mit karminroten Flecken, Punkten und Streifen.
Die Raupe wird bis 35 Millimeter lang und variiert stark in der Farbe von gelblich über verschiedene braune Töne bis hin zu rötlich. Sie trägt am ganzen Körper graue oder braune Haarbüschel. Der Kopf ist auffallend groß und schwarz gestreift. Auf dem 10. Segment befindet sich ein großer hellgelber Fleck.
Die Puppe ist rotbraun und weist einen beborsteten Kremaster auf.

## Geographische Verbreitung und Lebensraum
Die Großkopf-Rindeneule kommt in ganz Europa vor. Ausgenommen sind nur kleinere Gebiete in Südspanien, in den Küstengebieten von Westskandinavien, Nordskandinavien und das nördlichste Russland (etwa bis zum Polarkreis), einige Mittelmeerinseln (Balearen, Sardinien), der südliche Teil von Griechenland (hier gibt es allerdings eine isolierte Population auf der Peloponnes). Weitere Vorkommen sind: Nordwestafrika, Kleinasien, das Kaukasusgebiet, Syrien und der Iran sowie der europäische Teil von Kasachstan und im Altai.
Die Tiere kommen in Laubwäldern, Auenwäldern und Waldsäumen mit Buschland vor, aber auch in Parklandschaften und Siedlungen mit Alleen, die mit Pappeln bepflanzt sind.

## Lebensweise
Die Großkopf-Rindeneule bildet im nördlichen Teil des Verbreitungsgebietes eine Generation, im Süden zwei Generationen, die sich meist überlappen. In Mitteleuropa fliegen die Falter von etwa Ende April/Anfang Mai bis Ende August/Anfang September. Es ist noch nicht restlos geklärt, ob in Mitteleuropa zwei Generationen oder nur eine einzige, sich lang hinziehende Generation gebildet wird. Die Falter sind nachtaktiv, kommen an künstliche Lichtquellen und an den Köder. Die Eier werden in der Regel einzeln auf den Blättern der Raupennahrungspflanzen abgelegt, selten auch in lockeren Gruppen von wenigen Eiern. Die Raupen sind von Juni bis Oktober anzutreffen. Sie ernähren sich in erster Linie von den Blättern von verschiedenen Arten von Pappeln (Populus), wie Espe (Populus tremula), Schwarzpappel (Populus nigra) und Pyramidenpappel (Populus nigra „Italica“). Auch Weiden (Salix), Erlen (Alnus), Birken (Betula) und Eichen (Quercus) werden als Raupennahrungspflanzen genannt. Die Raupen verpuppen sich in einem festen Kokon unter lockeren Rindenstücken der Nahrungsbäume, wo sie in einer Höhe zwischen 30 Zentimeter und 3 Meter über dem Erdboden häufig angetroffen werden. Die Puppen überwintern.

## Gefährdung
Die Großkopf-Rindeneule ist in Deutschland nicht gefährdet.

## Systematik
Acronicta megacephala ist die Typusart der Untergattung Acronicta (Subacronicta) Kozhanchikov, 1950. Diese Untergattung wurde von einigen Autoren auch als selbständige Gattung angesehen. Fibiger et al. (2009) begründen die Herunterstufung zur Untergattung mit dem Hinweis, dass die Art einige apomorphe Merkmale mit der Gattung Acronicta teilt und Acronicta dadurch paraphyletisch würde.

## Bilder

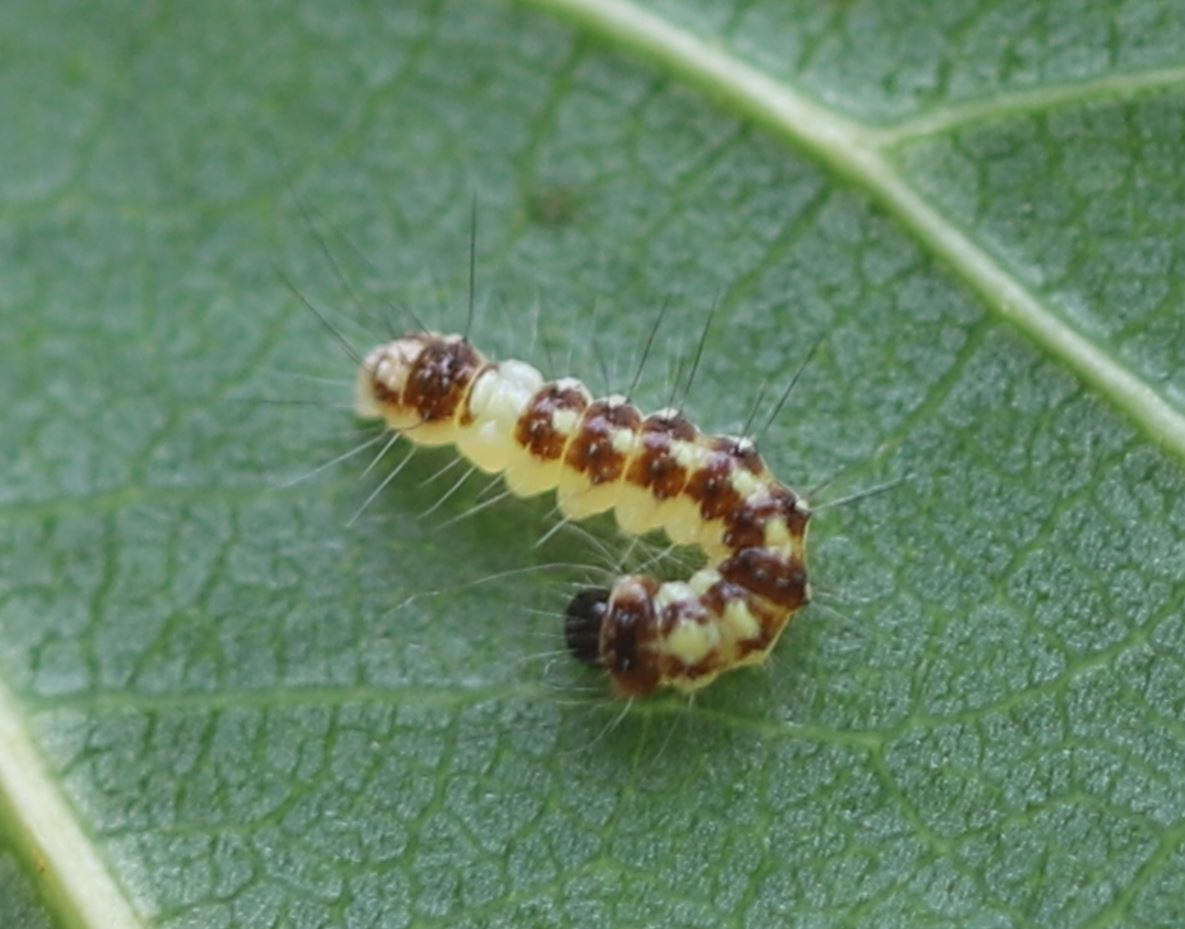
Jungraupe
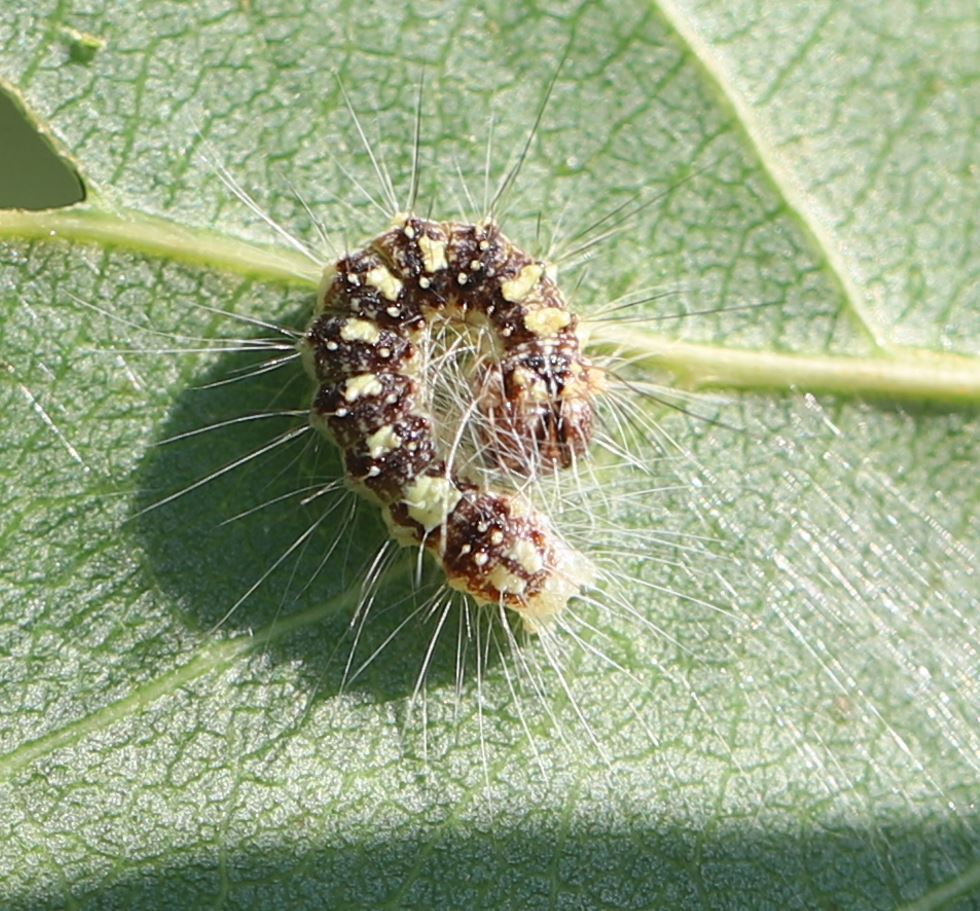
Mittleres Raupenstadium
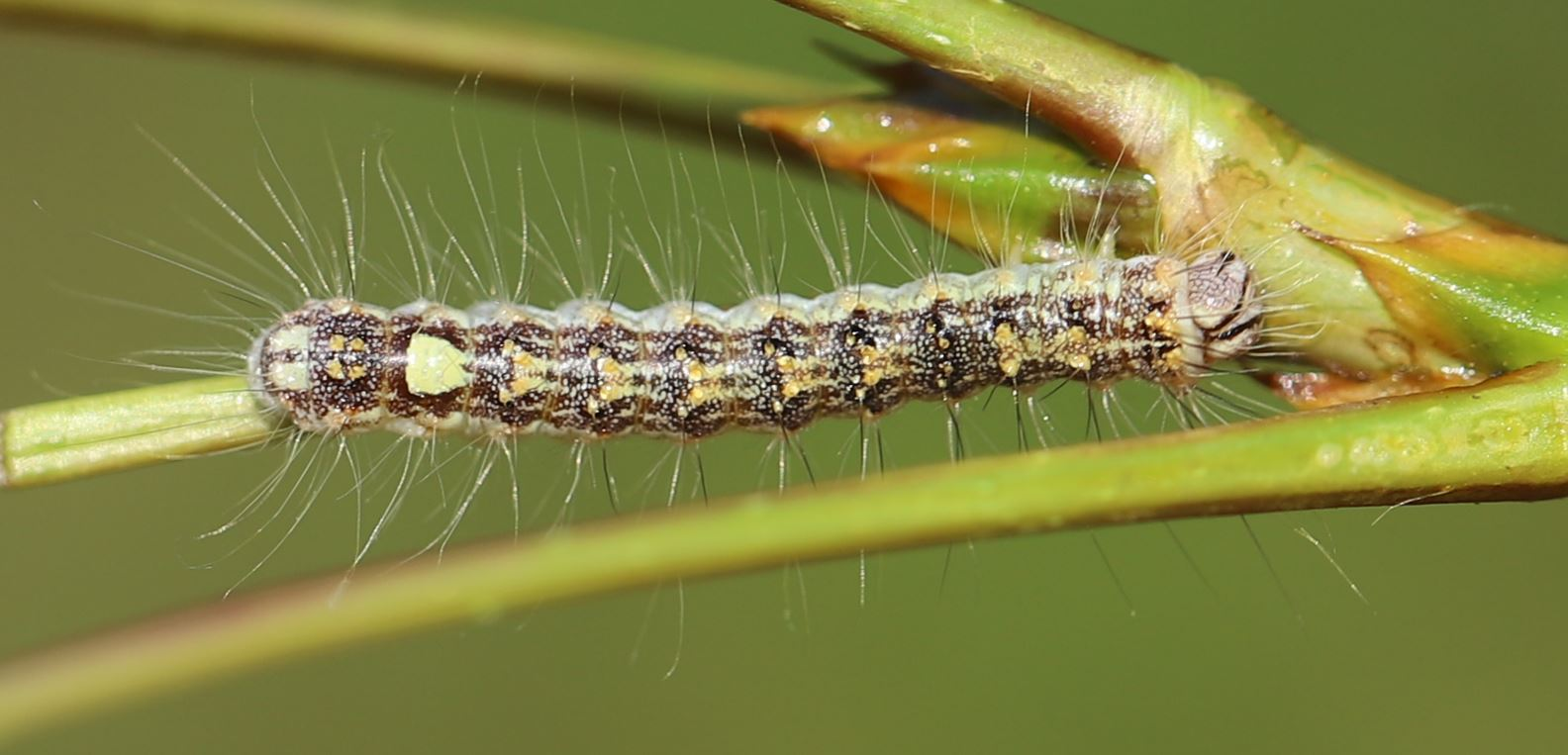
Reiferes Raupenstadium
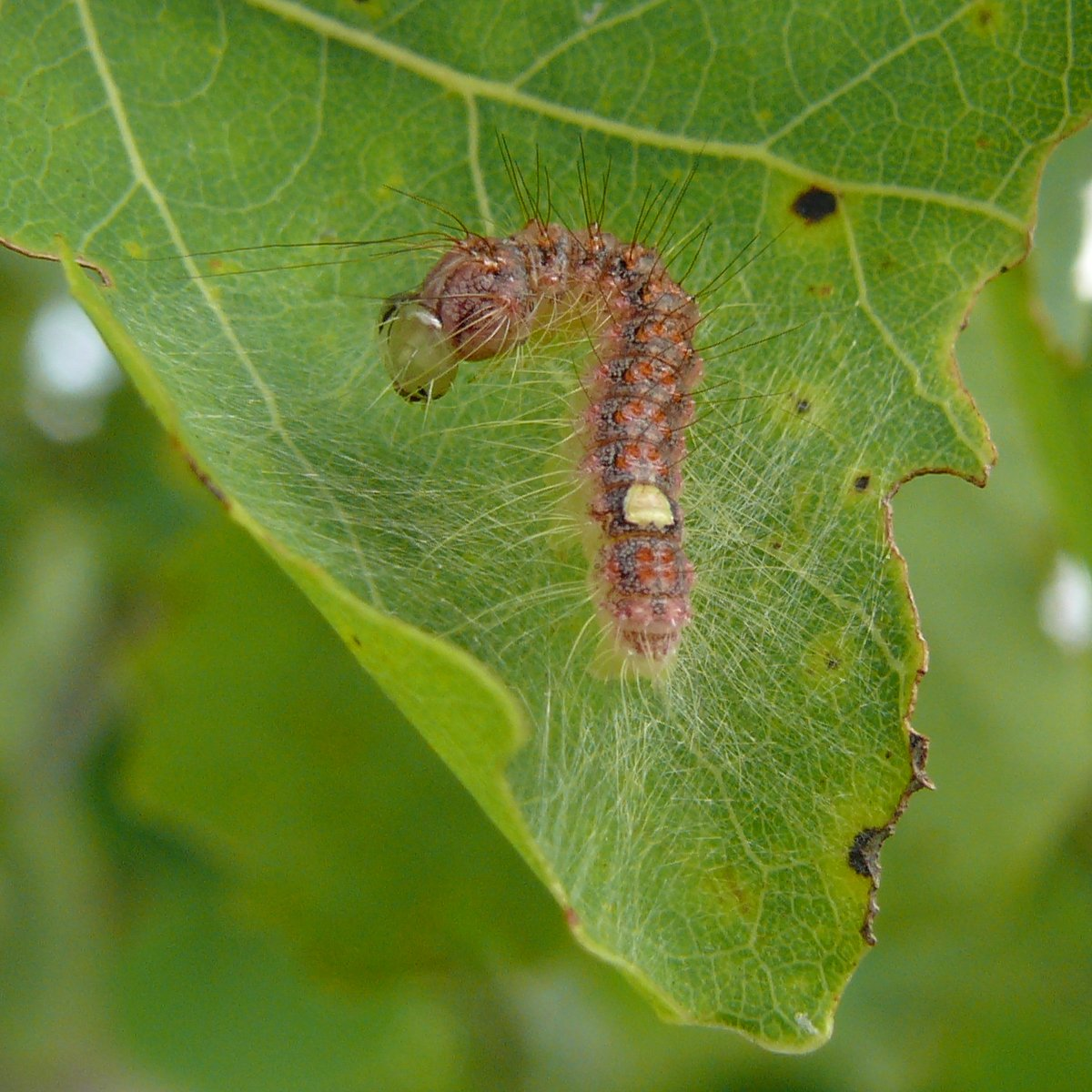
Reiferes Raupenstadium
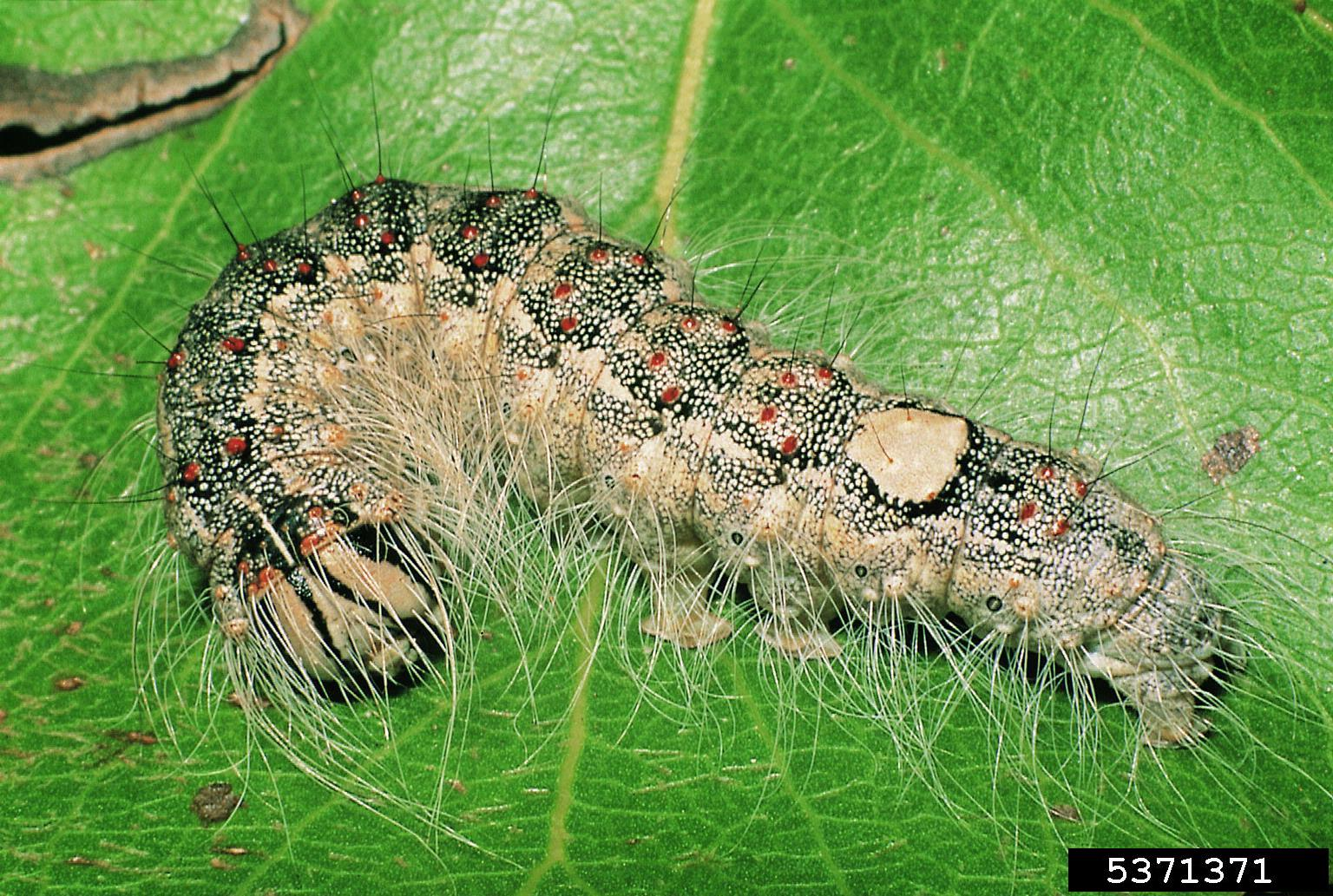
Ausgewachsene Raupe